# Elin Brodin
Elin Margrethe Brodin född 4 juni 1963, är en norsk författare och översättare.
Brodin debuterade litterärt 1983. Som författare är hon känd för sin skarpa civilisationskritik. Hennes böcker lånar ofta motiv från science fiction och fantasy. Som översättare har hon bland annat översatt böcker av Per Nilsson, Helena Dahlbäck, Christina Herrström samt Gunnar Blå till norska.